# Hans Dhejne
Hans Dhejne, född 27 september 1891 i Malmö, död 1 juli 1986, var en svensk författare och kulturskribent.
Han var son till Wilhelm Dhejne och Hilda Andersson. Hans Dhejne gifte sig 1925 med Iris Hagman.
Han medverkade i över 60 år på Sydsvenska Dagbladets kultursidor. Som författare debuterade han 1913 med Unga vandringsår och blev främst känd som en finstämd poet och naturskildrare. Han översatte också poesi från engelska och tyska (bl.a. Herman Hesse).
Han framträdde även som bildkonstnär, främst med akvareller. Hans konst visades på utställningar i Lund och Malmö; han är representerad på Malmö museum.